# Турне
 Тази статия е за града в Белгия.  За окръга вижте Турне (окръг).  
Турне (на френски: Tournai) е град в западна Белгия, административен център на окръг Турне в провинция Ено. Населението му е 69 554 души (по приблизителна оценка към 1 януари 2018 г.).

## География
Турне е разположен на 18 метра надморска височина в Средноевропейската равнина, на бреговете на река Схелде на 8 километра от границата с Франция и на 24 километра източно от центъра на Лил.

## История
Наред с Тонгерен, Турне е най-старият град в Белгия и играе важна роля в нейната история. Градът е столицата на салическите франки преди времето на крал Хлодвиг I.

## Известни личности
Родени в Турне
- Люк Варен (1914 – 2002), спортен журналист
- Бартелеми Дюмортие (1797 – 1878), ботаник
- Габриел Пети (1893 – 1916), разузнавачка